# FFH-Gebiet Kalkquellmoor bei Klein Rheide

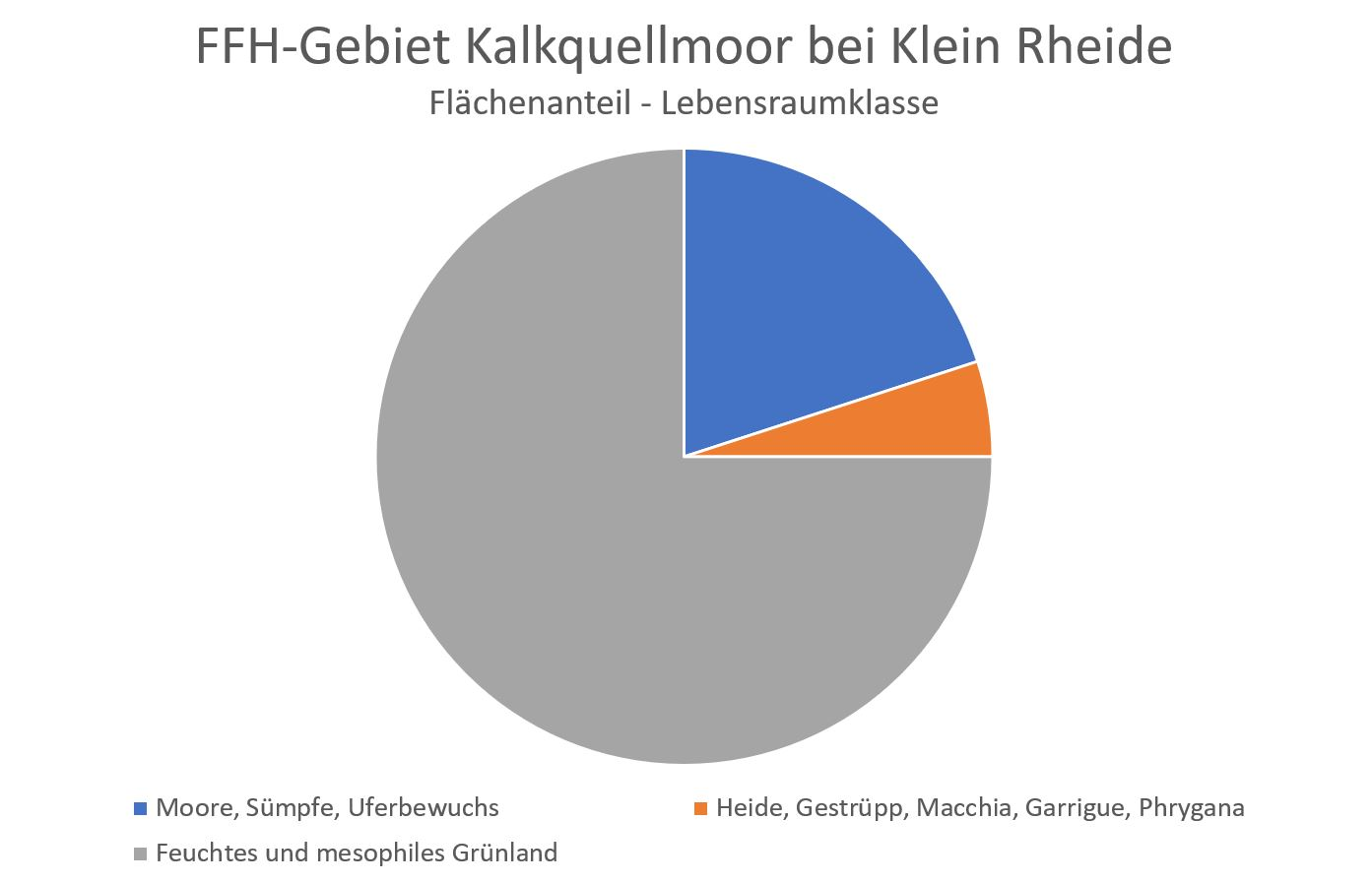
Lebensraumklassen

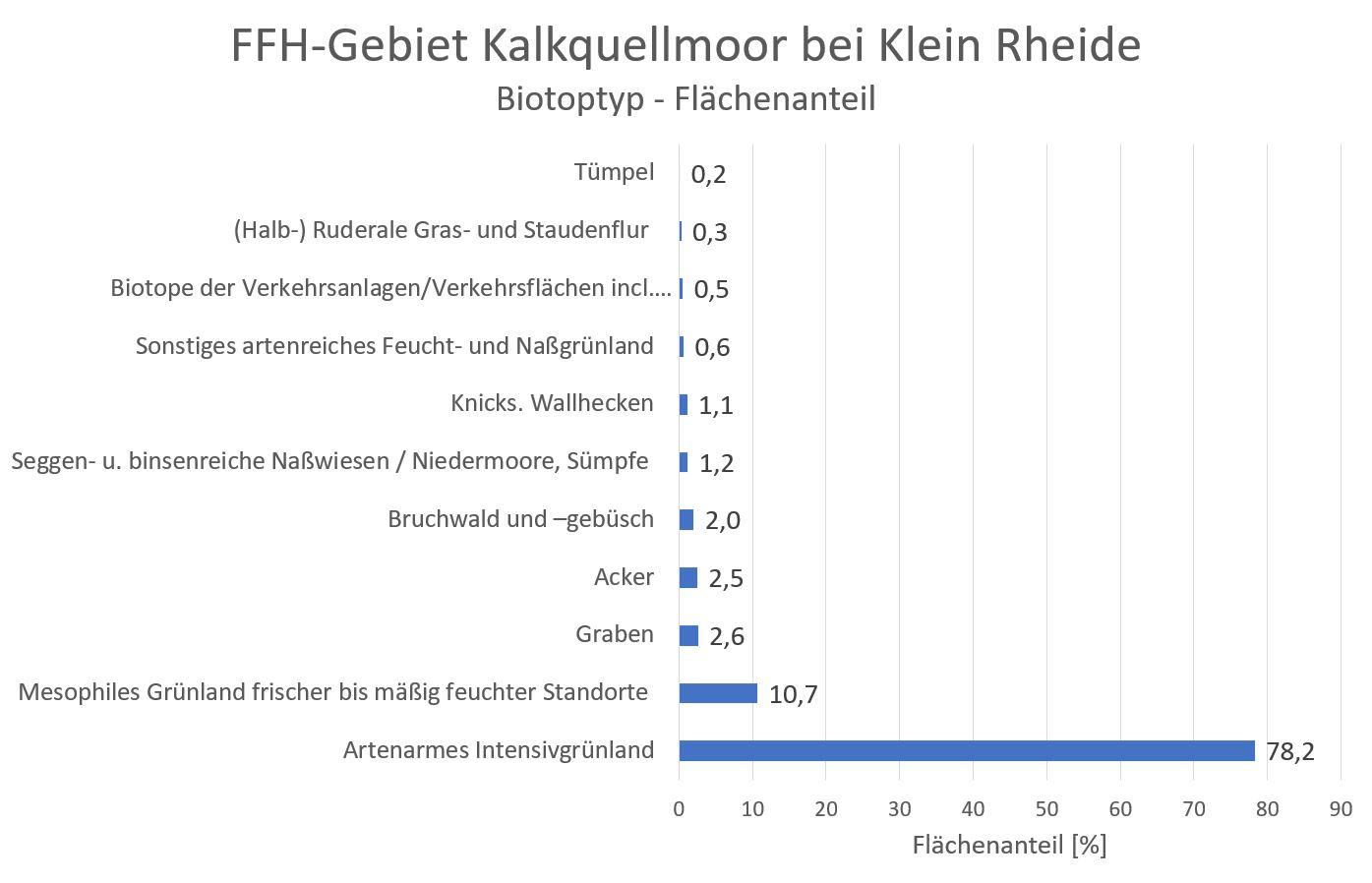
Biotoptypen

Das FFH-Gebiet Kalkquellmoor bei Klein Rheide ist ein NATURA 2000 Schutzgebiet in Schleswig-Holstein im Kreis Schleswig-Flensburg im Südwesten der Gemeinde Dannewerk südlich des UNESCO-Weltkulturerbes Dannewerk. Es hat eine Fläche von 19 ha und seine größte Ausdehnung von ca. 680 m in nordöstlicher Richtung. Der höchste Punkt liegt mit 20 m am Nordrand an den Wallresten des Dannewerks, sein tiefster Punkt mit 11 m an der Südspitze. Es liegt am Übergang der Landschaften Schleswiger Vorgeest und der Eider-Treene-Sorge-Niederung im Tal der Rheider Au. In der dänischen Generalstabskarte von 1857 ist das Gebiet als Sumpfgebiet eingezeichnet, durch das sich die Rheider Au noch ohne Kanalisierung schlängelt. Heute besteht das Gebiet zum größten Teil aus intensiv bewirtschaftetem Grünland auf entwässertem Niedermoorgrund. Das Gelände fällt von Nord nach Süd leicht ab und ist von mehreren Entwässerungsgräben durchzogen. Der Ostrand wird durch ein Verbandsgewässer gebildet. Ein weiteres Verbandsgewässer fließt mitten durch das Gebiet und streift den Westrand der Biotopfläche. Beide Fließgewässer sind verrohrt und fließen über die Dannewerker Au weiter in die Rheider Au und schließlich über Treene und Eider in die Nordsee.

## FFH-Gebietsgeschichte und Naturschutzumgebung
Der NATURA 2000-Standard-Datenbogen für dieses FFH-Gebiet wurde im Juni 2004 vom Landesamt für Landwirtschaft, Umwelt und ländliche Räume (LLUR) des Landes Schleswig-Holstein erstellt, im September 2004 als Gebiet von gemeinschaftlicher Bedeutung (GGB) vorgeschlagen, im November 2007 von der EU als GGB bestätigt und im Januar 2010 national nach § 32 Absatz 2 bis 4 BNatSchG in Verbindung mit § 23 LNatSchG als besonderes Erhaltungsgebiet (BEG) bestätigt. Das Gebiet ist bis auf einen südlichen Zugangsweg zum Biotop, der sich im Gemeindeeigentum befindet, in Privathand. Das FFH-Gebiet liegt im Landschaftsschutzgebiet „Haitabu-Dannewerk“. Für den Besucher ist das Gebiet nicht zugänglich. Über den Stichweg gelangt man in die Nähe des gesetzlich geschützten Biotops. Eine Kennzeichnung und Beschreibung durch die Aufstellung von Informationstafeln des Besucherinformationssystems (BIS) für Naturschutzgebiete und NATURA 2000-Gebiete in Schleswig-Holstein ist nicht vorgesehen.

## FFH-Erhaltungsgegenstand

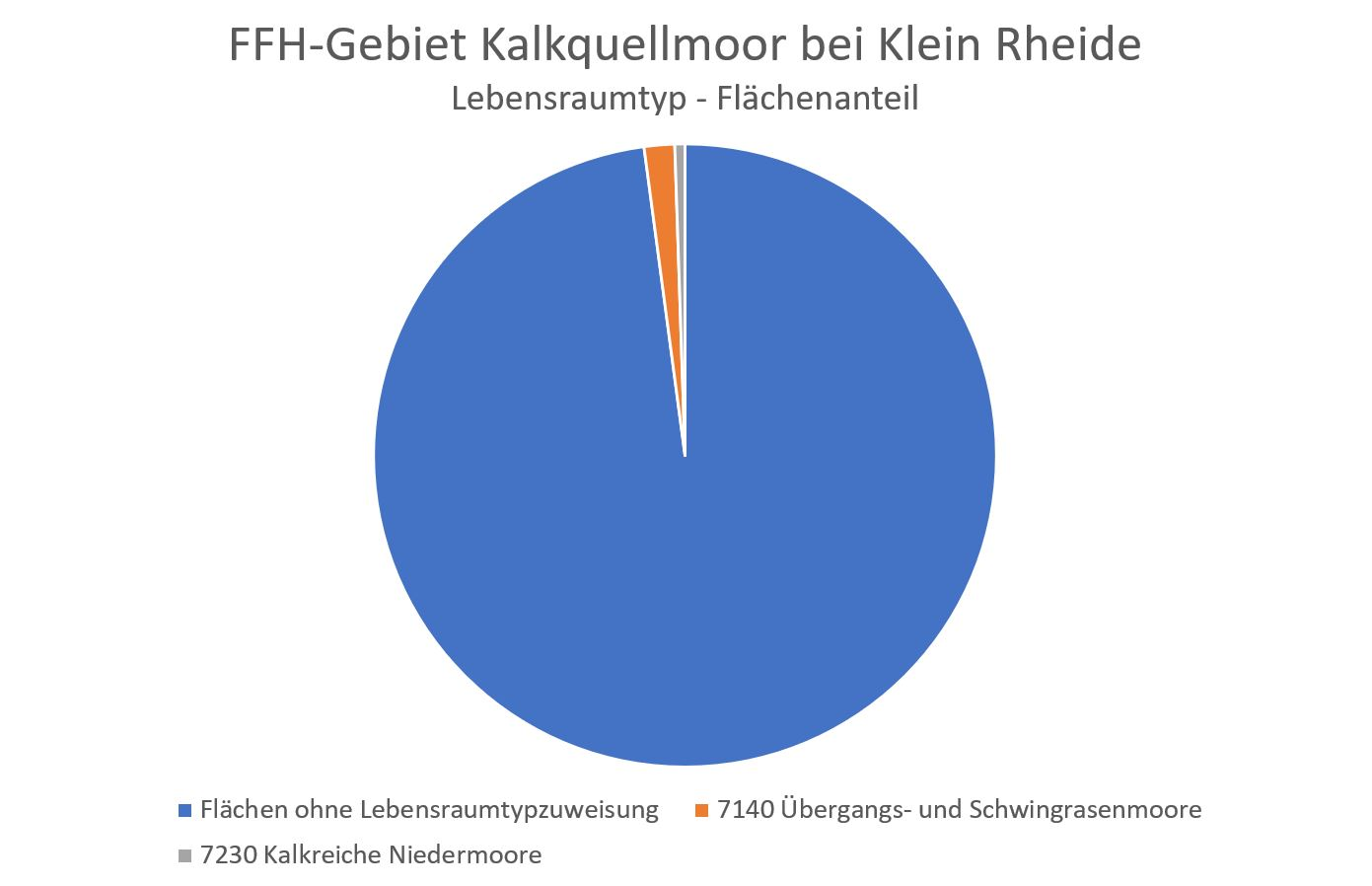
Lebensraumtypen

Laut Standard-Datenbogen vom Mai 2017 sind folgende FFH-Lebensraumtypen und Arten für das Gesamtgebiet als FFH-Erhaltungsgegenstände mit den entsprechenden Beurteilungen zum Erhaltungszustand der Umweltbehörde der Europäischen Union gemeldet worden (Gebräuchliche Kurzbezeichnung (BfN)):
- 7140 Übergangs- und Schwingrasenmoore (Gesamtbeurteilung C)[14]
- 7230 Kalkreiche Niedermoore (Gesamtbeurteilung C)[15]

Der dem FFH-Gebiet namensgebende Lebensraumtyp „Kalkreiche Niedermoore“ nimmt nur ca. 1000 m² der Gesamtfläche ein. Sein Erhaltungs- und Gesamtzustand ist mit mäßig eingestuft. Die Flächenangabe ist geschätzt, da beide vorkommenden Lebensraumtypen mosaikartig ineinander verwoben sind.

## FFH-Erhaltungsziele
Als Erhaltungsziel von besonderer Bedeutung wird die Erhaltung des Lebensraumtyps 7230 Kalkreiche Niedermoore festgeschrieben. Die Erhaltung des Lebensraumtyp 7140 Übergangs- und Schwingrasenmoore wird zum Erhaltungsziel von Bedeutung erklärt.

## FFH-Analyse und Bewertung
Das Kapitel Analyse und Bewertung im Managementplan beschäftigt sich unter anderem mit der Hydrologie und den aktuellen Gegebenheiten des FFH-Teilgebietes. Die Ergebnisse fließen in den FFH-Maßnahmenkatalog ein. Die Zukunft des Restbestandes des Lebensraumtyps 7230 Kalkreiche Niedermoore wird als stark gefährdet angesehen. Anzeigerpflanzen dieses Lebensraumtypes sind kaum vorhanden. Das umgebende intensiv bewirtschaftete Grünland führt dem Gelände immer neue Nährstoffe zu. Die starke Entwässerung führt das für eine Moorvegetation erforderliche Regenwasser zügig ab.

## FFH-Maßnahmenkatalog
Bisher wurden im FFH-Gebiet keine Maßnahmen zur Weiterentwicklung des gesetzlich geschützten Biotops unternommen. Gemeinde, Privateigentümer, Sielverband und die Integrierte Station Eider-Treene-Sorge haben gemeinsam ein Maßnahmenblatt zum Erhalt des kalkreichen Niedermoores und eines für dessen Weiterentwicklung erarbeitet. Die Maßnahmen wurden darüber hinaus in einer Maßnahmenkarte festgehalten. Schwerpunkt der Erhaltungsmaßnahmen ist die Beibehaltung des Grünlandes als Dauerweide, der Verzicht auf Düngung im Biotopumfeld und der Einbau eines regulierbaren Erdstaues am westlichen Biotoprand. Längerfristig sollte der verbliebene Ackerstreifen im FFH-Gebiet durch Vertragsnaturschutz in extensiv genutztes Grünland umgewandelt und das Grünland im Umkreis des Biotopes ebenfalls extensiv genutzt werden.

## FFH-Erfolgskontrolle und Monitoring der Maßnahmen
In Schleswig-Holstein wird alle 6 Jahre stichprobenartig die Umsetzung der Maßnahmen überprüft.